# 12629 Jandeboer
12629 Jandeboer eller 2168 T-1 är en asteroid i huvudbältet som upptäcktes den 25 mars 1971 av den nederländsk-amerikanske astronomen Tom Gehrels och det nederländska astronomparet Ingrid van Houten-Groeneveld och Cornelis Johannes van Houten vid Palomarobservatoriet. Den är uppkallad efter Jan Allard de Boer.
Asteroiden har en diameter på ungefär 6 kilometer.